# She Belongs to Me
She Belongs to Me – piosenka skomponowana przez Boba Dylana, nagrana przez niego w styczniu i wydana na albumie Bringing It All Back Home w marcu oraz na singlu w kwietniu 1965 r.

## Historia i charakter utworu
Tytuł "She Belongs to Me" jest w pewnej części żartobliwy, ale w dużo większej części jest ironiczny. Wynika to z treści piosenki.
Jest to ballada, oparta na bluesie, która jest utworem całkowicie antymiłosnym. Piosenka ta skierowana jest do diabolicznej i tajemniczej kobiety-manipulantki. Obiekt jej manipulanctwa – narrator-Dylan – przez całą piosenkę usiłuje przekonać słuchacza, że jest on niezależnym mężczyzną, nawet jeśli wydaje się, że jest inaczej. Jest to więc utwór o kobiecie-wampie, prawdziwej "zjadaczce mężczyzn".
Paul Williams sugeruje, że dosłownie wnioskując z tekstu, jest to piosenka o pożeraczce serc męskich z pokoju nr 103 z "New Orlean Rag". Jest to utwór, który dla fanów Dylana stanowił zawsze łamigłówkę i wymyślono co najmniej tuzin teorii go objaśniających.
Od strony muzycznej jest dość zamaskowany walc bluesowy. Źródłem może być tradycyjny blues "I'm a Stranger Here" nagrany m.in. przez "Blind Boy" Fullera 12 lipca 1939, który nawet zawiera kilka podobnych wersów. Wersje nagrane 13 stycznia były akustyczne, nagrane tylko w duecie z Johnem Sebastianem na basie. Prawdopodobnie więc początkowym zamiarem Dylana było nagranie właściwie kolejnego solowego albumu. Jednak z 13 na 14 stycznia zmienił zdanie i zaprosił innych muzyków, wśród nich afroamerykańskiego gitarzystę Bruce'a Langhorna, który w wielkim stopniu przyczynił się do ukształtowania brzmienia folku amerykańskiego. Sesje były nerwowe, gdyż Dylan wtedy kompletnie nie potrafił współpracować z innymi muzykami; był typowym solowym artystą, który zawsze wykonywał swoje utwory zgodnie z tym, co mu akurat przyszło do głowy. Jedynie obecność Sebastiana i Langhorna, których znał od dłuższego czasu, spowodowała, iż "elektryczne" sesje w ogóle się udały. Jednak większość elektrycznych wersji przegrywa jakościowo z nagranymi wcześniej wersjami akustycznymi.
Pierwszy wers "She's got everything she needs/She's an artist, she don't look back" (Ona otrzymuje wszystko, co chce/jest artystką, nie spogląda wstecz) nawiązuje do bluesa Johna Lee Hookera "Don't Look Back". Jednak chyba ważniejszym źródłem jest słynna wypowiedź afroamerykańskiego baseballisty Satchela Paige'a: "Nie oglądaj się, bo może ktoś do ciebie celuje".
Piosenka została wydana na stronie B singla "Subterranean Homesick Blues" i dotarła do 39 miejsca na listach przebojów w USA i do 9 w Wielkiej Brytanii. Na singlu ukazała się druga wersja z trzech nagranych wersji "She Belongs to Me". Był to pierwszy singel Dylana, który wszedł na listę przebojów.

## Wersje Dylana
- 13 stycznia 1965 - sesje nagraniowe w Columbia Studio A w Nowym Jorku
- 14 stycznia 1965 - sesje nagraniowe w Columbia Studio A w Nowym Jorku
- 27 marca 1965 - koncert w "Civic Auditorium" w Santa Monica w stanie Kalifornia
- 1 czerwca 1965 - nagrania dla TV BBC w Londynie; emisja tej części programu nastąpiła 19 czerwca 1965 5.
- 28 sierpnia 1965 - koncert na stadionie tenisowym "Forest Hills" w Nowym Jorku
- 3 września 1965 - koncert w "Hollywood Bowl" w Los Angeles w Kalifornii
- 1 października 1965 - koncert Boba Dylana z grupą The Hawks/The Band w Carnegie Hall w Nowym Jorku
- 25 listopada 1965 - koncert w "Arie Crown Theater" w McCormick Place w Chicago w stanie Illinois
- 5 lutego 1966 - koncert w "Westchester County Center" w White Plains w Nowym Jorku
- 6 lutego 1966 - koncert w "Syria Mosque" w Pittsburghu w stanie Pensylwania
- 26 lutego 1966 - koncert w "Garden Island" w Hampstead w stanie Nowy Jork
- 13 kwietnia 1966 - koncert na stadionie w Sydney w Australii
- 19 lub 20 kwietnia 1966 - koncert w "Festival Hall" w Melbourne w Australii
- 29 kwietnia 1966 - koncert w "Konserthuset" w Sztokholmie w Szwecji
- 10 maja 1966 - koncert w "Colston Hall" w Bristolu w Anglii
- 15 maja 1966 - koncert w "DeMontford Hall" w Leicester w Anglii
- 16 maja 1966 - koncert w "Gaumont Theatre" w Sheffield w Anglii
- 17 maja 1966 - koncert we "Free Trade Hall" w Manchesterze w Anglii. Album The Bootleg Series Vol. 4: Bob Dylan Live 1966, The "Royal Albert Hall" Concert
- 20 maja 1966 - koncert w "ABC THeatre" w Edynburgu w Szkocji
- 26 maja 1966 - koncert w "Royal Albert Hall" w Londynie w Anglii
- 31 sierpnia 1969 - koncert w Woodside Bay w pobliżu miasta Ryde na wyspie Wight w Anglii. Ta wersja utworu ukazała się na Self Portrait. Był to pierwszy pełny koncert Dylana od maja 1966 r. Następny pełny koncert Dylana odbył się... w styczniu 1974 r.
- 6 lutego 1974 - koncert w "Coliseum" w Denver w stanie Kolorado. Był to już 32 koncert z pierwszej tury koncertowej Dylana od maja 1966 r. Towarzyszyła mu grupa The Band.
- 9 lutego 1974 - koncert w "Coliseum" w Seattle w stanie Waszyngton
- 11 lutego 1974 - koncert w "Alameda County Coliseum" w Oakland w Kalifornii
- 13 lutego 1974 - wieczorny i nocny koncert w "The Forum" w Ingleside w Kalifornii
- 14 lutego 1974 - wieczorny i nocny koncert w "The Forum" w Ingleside w Kalifornii
- 12 maja 1976 - koncert w "Municipal Auditorium" w Austin w stanie Teksas.

Jeśli po 1976 r. Dylan wykonywał w ogóle "She Belongs to Me" były to pojedyncze przypadki.

## Dyskografia i wideografia
Singel
- Subterranean Homesick Blues/She Belongs to Me

Dyski (albumy)
- Self Portrait (1970)
- Bob Dylan's Greatest Hits Volume II (1971)
- The Bootleg Series Vol. 4: Bob Dylan Live 1966, The "Royal Albert Hall" Concert (1998)
- The Bootleg Series Vol. 7: No Direction Home: The Soundtrack (2005)

Film
- Don't Look Back. 65 Tour Deluxe Edition (2006)

## Wersje innych wykonawców
- Barry McGuire - Eve of Destruction (1965); Atnhology (1994)
- Sir Henry and His Butlers - Sir Henry and His Butlers (1965)
- Duane Eddy - Duane Eddy Does Bob Dylan (1965)
- West Coast Pop Art Experimental Band - Tle Legendary Unreleased Album (1966); Volume One (1997)
- The Phantoms - The Phantoms (1966)
- Tina Turner - Tina Turns the Country On (1967)
- Rose Garden - Rose Garden (1968)
- Jimmy Gilmer - Firewater (1968); Sugar Shock: The Best of Jimmy Gilmer (1996)
- The Nice - The Nice (1969)
- Rick Nelson - singel (1969); Rick Nelson in Concert (1970); Decca Years (1982); Best of 1964-1975 (1990); Best of the Later Years 1963-1975 (1997)
- Billy Preston - That's the Way God Planned It (1969)
- Lester Flatt - Flatt Out (1970); Flatt on Victor and More (1999)
- Leon Russell - Leon Russell and the Shelter People (1970); Gimme Shelter: The Best of Leon Russell (1996)
- Hugo Montenegro - Dawn of Dylan (1970)
- Ray Stevens - Everything Is Beautiful (1970); Country Hits Collection (1998); Misty: The Very Best of Ray Stevens (1999)
- Bell & Arc - Bell & Arc (1971)
- The Mystic Moods Orchestra - Country Lovin' Folk (1971)
- Dr. Marigold - Hello Girl (1973)
- Wolfgang Ambros - Live LP (1979)
- Flying Burrito Brothers - Cabin Fever (1985)
- Tom Tom Club - Boom Boom Chi Boom Boom (1988)
- Birdland - Birdland (1991)
- Harry Connick Jr. - Blue Light, Red Light (1991)
- Little Women - Pretty Wiped Out (1992)
- The Grateful Dead - Backstage Pass (wideo) (1992); Postcards of the Hanging: Grateful Dead Perform the Songs of Bob Dylan (2002)
- Pete Anderson - Working Class (1994)
- Naked Babies - Tarnished (1996)
- Trish Murphy - Crooked Mile (1998); Captured (2001)
- Kante na albumie różnych wykonawców Spielkreis 03 (1998)
- Blue Dogs - For the Record (1999)
- David West na albumie różnych wykonawców Pickin' on Dylan (1999)
- Jimmy Page - Hip Young Guitar Slinger & His Heavy Friends (2000)
- The Robins - The Robins Sing Dylan (2000)
- Wallflower Complextion - Wallflower Complextion (2000)
- Nr.1 Family Mover na albumie różnych wykonawców A Tribute to Bob Dylan, Volume 3: The Times They Are a-Changin' (2000)
- Ross Wilson na albumie różnych wykonawców The Woodstock Sessions: Songs of Bob Dylan (2000)
- Dylanesque - Basement Fakes (2001)
- Family Tree - Family Tree (2001)
- Gerry Murphy - Gerry Murphy Sings Bob Dylan (2001)
- Second Floor - Plays Dylan (2001)
- Hank Shizzoe & Loose Gravel - In Concert (2003)
- Big Brass Bad - A Few Dylan Songs (2003)